# Mostro

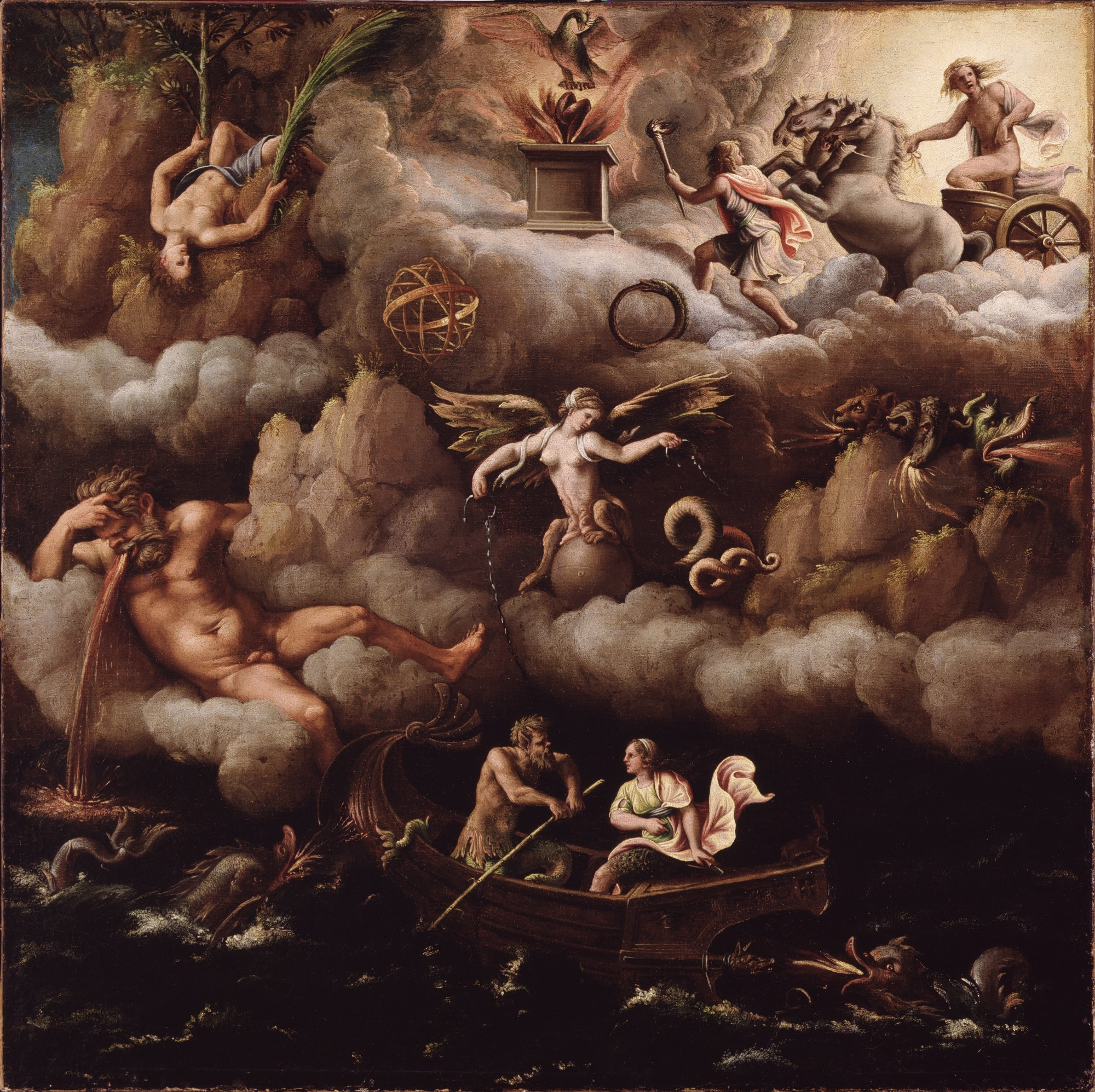
Una varietà di mostri raffigurati da Giulio Romano in Allegoria dell'immortalità (1540)

Un mostro è un essere, reale o immaginario, con caratteristiche diverse dalla norma e, in quanto tale, generatore di stupore e paura.

## Etimologia e caratterizzazione

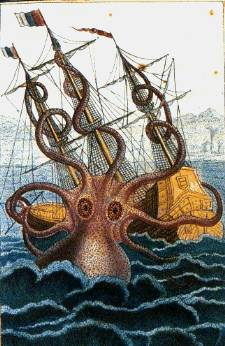
Un mostro marino assale un vascello in un'illustrazione di Pierre Dénys de Montfort

Il termine deriva dal latino monstrum, da monere, che significa "portento", "prodigio", e può assumere sfumature ambivalenti.
Se inteso in senso positivo, o perlomeno ambiguo, il mostro è accostabile ai mirabilia, e ai cosiddetti "fenomeni da baraccone"; se inteso invece in senso negativo, si carica, secondo il contesto, di una valenza fisica o morale.
Il mostro è una creatura che ha un aspetto strano, come ad esempio avere due teste, oppure con le dimensioni diverse dalla norma, come ad esempio i ciclopi o i giganti. Nelle mitologie e nelle tradizioni popolari delle diverse culture esistono innumerevoli esempi che vengono in genere associati a significati simbolici. Il termine è associato anche a persone reali, in senso figurato, sia con un'accezione negativa, riferita a una persona con un aspetto particolarmente lontano dai canoni estetici tradizionali, ma anche a una persona che si macchia di atti particolarmente biasimevoli; in questi casi, è invalso l'uso, nel linguaggio giornalistico, di riferirsi a criminali particolarmente efferati con questo appellativo, ad es. il mostro di Firenze; "Mostro", dunque, può essere definito sia chi presenta deformità anatomiche sia chi si comporta in un modo disumano.
il termine può avere anche un'accezione positiva quando viene impiegato per una persona dotata di qualità o abilità particolarmente superiori al normale ("mostro di bravura").
A parte va poi considerata l'espressione "mostro sacro", riferita a una persona, un animale o un oggetto tenuti in tale considerazione da non poter essere criticati o attaccati, sino a diventare - talvolta - un tabù.

## Funzioni del mostro
Nell'antichità e nel Medioevo il mostro rivestiva solitamente una duplice funzione: da un lato incarnava una forza dirompente e distruttrice, rappresentando un nemico o antagonista di Dei ed eroi; dall'altro possedeva una forza sovrumana in grado di proteggere luoghi o custodire persone, divenendo dunque un guardiano.
Tali aspetti talvolta si sovrapponevano come nel caso di Ḫumbaba, posto da Shamash a guardia della Foresta dei Cedri e poi ucciso da Gilgamesh ed Enkidu, di Pitone, che custodiva l'Oracolo di Delfi e morto per mano di Apollo, di Cerbero, cane da guardia a tre teste degli Inferi catturato da Eracle, di Argo, carceriere di Io addormentato e poi decapitato da Ermes.
Spesso, tuttavia, le due funzioni si escludevano a vicenda; un mostro dunque o andava combattuto o andava rispettato. Nel primo caso, la figura era al centro di vari miti, leggende e fiabe in cui l'eroe aveva tra i suoi compiti proprio quello di uccidere-sconfiggere-catturare il mostro. Nel secondo caso, la figura assumeva una caratterizzazione tipicamente sacra e a volte divina, come per Ammut, che divorava il cuore degli ingiusti.

## Classificazione
Di là dall'interpretazione positiva o negativa che del mostro hanno dato vari popoli e scrittori (cfr. il paragrafo #Esempi), la natura di tale essere vivente può essere classificata in base a tre parametri principali, da cui derivano tre tipi differenti di mostro.
Il primo parametro riguarda la presenza di caratteristiche comuni ad altri esseri viventi, ma riscontrate nel mostro in modo smisurato, vale a dire "abnorme" e/o "deforme". Il secondo parametro riguarda la compresenza (ibrido) di caratteristiche che, in condizioni ritenute normali, dovrebbero appartenere ad esseri viventi diversi. Il terzo parametro riguarda infine caratteristiche che, andando contro le leggi naturali e della fisica, dovrebbero essere assenti in qualunque essere vivente e sono invece presenti nel mostro in questione.

Tutti i tre i parametri citati possono inoltre combinarsi in vari modi.
Ulteriori classificazioni dei mostri sono possibili prendendo in esame altre importanti variabili. Tra queste, le tre principali riguardano il fatto che il mostro appartenga ad una specie in grado di riprodursi (i centauri) o sia invece un unicum (la Chimera), che sia nato da un parto della natura (i titani) o per un esperimento umano (la "Creatura di Frankenstein", il Golem), o infine che sia percepito come un essere malefico o benefico (sfumature intermedie comprese).

### I tipo: abnormità e deformità
I mostri appartenenti a questo tipo presentano caratteristiche abnormi e deformi rispetto agli esseri viventi ritenuti "normali". Un tipico esempio sono le dimensioni eccessivamente piccole o grandi, come avviene nei nani e nei giganti (entrambi ascrivibili alla sfera umana), e negli animali cresciuti a dismisura. A tale tipo appartengono, dunque, tanto i Lillipuziani, gli gnomi e i folletti, quanto gli orchi, King Kong, Godzilla e le formiche giganti di Assalto alla Terra.
L'abnormità, inoltre, riguarda spesso il numero di organi, in difetto o in eccesso, posseduti dal mostro: un solo occhio (il ciclope), cento braccia (i Centimani), tre teste (Cerbero), con varianti pressoché infinite che includono l'assenza stessa di uno o più organi (basti pensare allo "spaventapasseri senza cervello" e all'"uomo di latta senza cuore" del Mago di Oz).

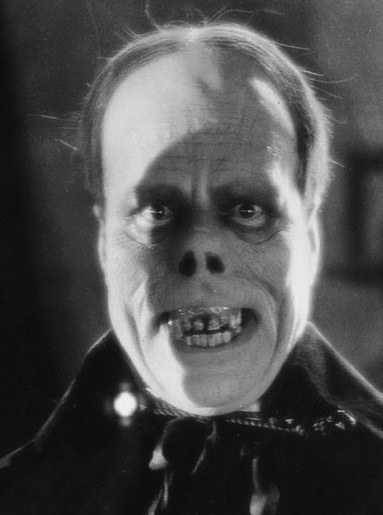
Lon Chaney, nei panni del Fantasma dell'Opera nell'omonimo film del 1925, è il tipico esempio di "mostro" come "creatura deforme"

Oltre alla quantità, l'aspetto del mostro può apparire abnorme anche nella qualità. In questo caso si parla più propriamente di "deformità", spesso associata al concetto di bruttezza: ad esempio l'essere zoppo (Efesto), gobbo (il Gobbo di Notre Dame e il parodico Igor in Frankenstein Junior) o sfigurato (il fantasma dell'Opera, Joker, Darkman).
L'incapacità di svolgere normali e semplici attività - secondo la diversa tradizione e sensibilità di vari popoli - può a sua volta rientrare in questo tipo, a cui apparterrebbero quindi gli esseri viventi nati sordi o ciechi. Emblematico, in tal senso, è il racconto Il paese dei ciechi di Herbert G. Wells, dove i non vedenti si ritengono una razza superiore rispetto a chi è dotato della vista, tanto da considerarlo un mostro che, per poter sposare una di loro, dovrà privarsi degli abnormi organi chiamati "occhi".
Un caso particolare è infine costituito dai mostri che presentano parti del proprio corpo di un materiale diverso da quello comune, spesso di origine inorganica. È il caso dell'"uomo di bronzo" Talos, forgiato dal dio-fabbro Efesto. Si tratta, in ogni caso, di una tipologia particolarmente attestata in modo trasversale nelle varie epoche, da quella antica alla modernità. Tuttavia, dopo l'avvento di robotica, cibernetica e bionica, alcuni mostri moderni sono da considerarsi piuttosto degli ibridi e appartenenti dunque al II tipo.

### II tipo: l'ibrido
I mostri appartenenti a questo tipo presentano caratteristiche proprie di differenti specie viventi - umana, animali e vegetali - variamente combinate. Tutte le combinazioni sono possibili e attestate (in mitologia, antropologia, letteratura, arte, fumetti e cinema), ma non altrettanto feconde.
La più comune è la commistione di elementi umani e animali, come nel minotauro, l'arpia, il lupo mannaro, o nei più recenti uomo falena e Uomo ragno (quest'ultimo preceduto da antiche divinità con le quali non ha però alcun legame).
Frequente è anche la combinazione di elementi provenienti da animali diversi. L'unicorno, il cavallo alato, la Sfinge, la Chimera, il drago ne sono notissimi esempi.
Più rari sono invece gli ibridi che coinvolgono il regno vegetale. Si ricordano, in particolare, la mandragola, i baccelli giganti di L'invasione degli ultracorpi e la creatura aliena di La cosa da un altro mondo (umano-vegetale), e il Borametz (animale-vegetale).
A questo tipo, inoltre, appartengono quegli esseri viventi che presentano caratteristiche in netto contrasto tra loro, tanto che dovrebbero eludersi a vicenda nelle creature "ordinarie": la vita e la morte (gli zombie, i vampiri), maschio e femmina (l'ermafrodita, uno degli archetipi junghiani).

### III tipo: il sovrannaturale

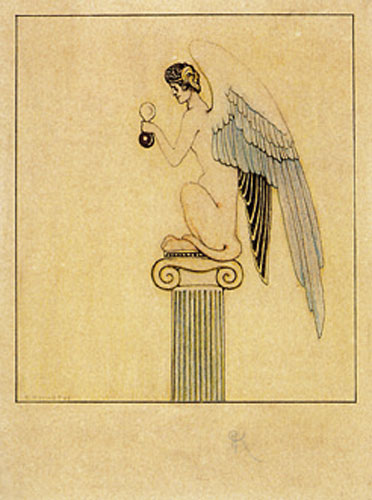
La Sfinge della mitologia greca è un tipico esempio di "mostro" come "creatura sovrannaturale" e "ibrido", simbolo e personificazione dell'enigma

I mostri appartenenti a questo tipo presentano caratteristiche che, contravvenendo alle leggi naturali e della fisica, dovrebbero a rigor di logica essere impossibili.
Tra queste, le più comuni fin dai tempi antichi sono l'immortalità, l'invulnerabilità e un elenco piuttosto lungo di poteri sovrannaturali, dalla telepatia all'invisibilità, in vari casi legati a percezioni extrasensoriali. Si tratta, solitamente, di caratteristiche interpretate al negativo: l'impossibilità di morire, di essere feriti, di essere visti e così via; o, al contrario, di capacità straordinarie come il saper uccidere o pietrificare con lo sguardo, spostarsi all'istante da un luogo all'altro, leggere nel pensiero, predire il futuro o conoscere ciò che nessuno sa. In questo senso, anche gli indovini sono da considerarsi mostri nell'accezione di "prodigi" e, in effetti, essi in origine avevano sovente sembianze mostruose come il Pitone ucciso da Apollo.
Nell'antichità sono piuttosto frequenti mostri di questo tipo, dalla Gorgone alla Sfinge, entrambe femminili. Anche nel Medioevo godono di notevole fortuna, come dimostrano ad esempio il basilisco, il drago sputafuoco e la mandragola (quest'ultima appartenente anche al II tipo).

### Altre classificazioni

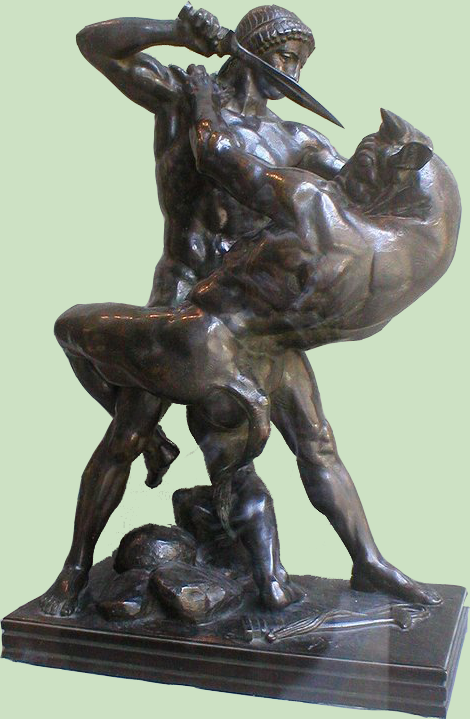
Il Minotauro, qui ritratto in un bronzo di Barye poco prima di essere ucciso da Teseo, è un tipico esempio di "mostro" unico nel suo genere, nato dall'accoppiamento tra una donna (Pasifae) e un toro

Oltre alla classificazione in tre tipi proposta qui sopra, ne esistono varie altre che prendono in esame parametri differenti e altrettanto legittimi.
Il primo fa riferimento alla cosiddetta "appartenenza di specie". Il mostro, infatti, può essere o meno in grado di riprodursi, presentandosi - secondo i casi - o come un esemplare unico o come una specie vera e propria, diffusa su un territorio nel quale prende più o meno parte alle dinamiche della catena alimentare, di generazione in generazione.
Se è vero che la maggior parte dei mostri appartiene a un gruppo più ampio di suoi simili (i centauri, i satiri, gli orchi, i draghi, etc.), sono altresì attestati diversi casi di creature che costituiscono un unicum nel loro genere. Si tratta, solitamente, di esseri generati per una punizione divina (Scilla), un esperimento umano (la Creatura di Frankenstein) o un accoppiamento aberrante tra specie fra loro incompatibili (il Minotauro).
Questa, tuttavia, è una regola che conosce varie eccezioni. La Fenice, per esempio, è un essere vivente sovrannaturale che rinasce dalle sue stesse ceneri, secondo un particolare fenomeno di palingenesi che lo rende unico oltre che immortale (lo stesso esemplare torna in vita, infatti, ogni 500 anni).

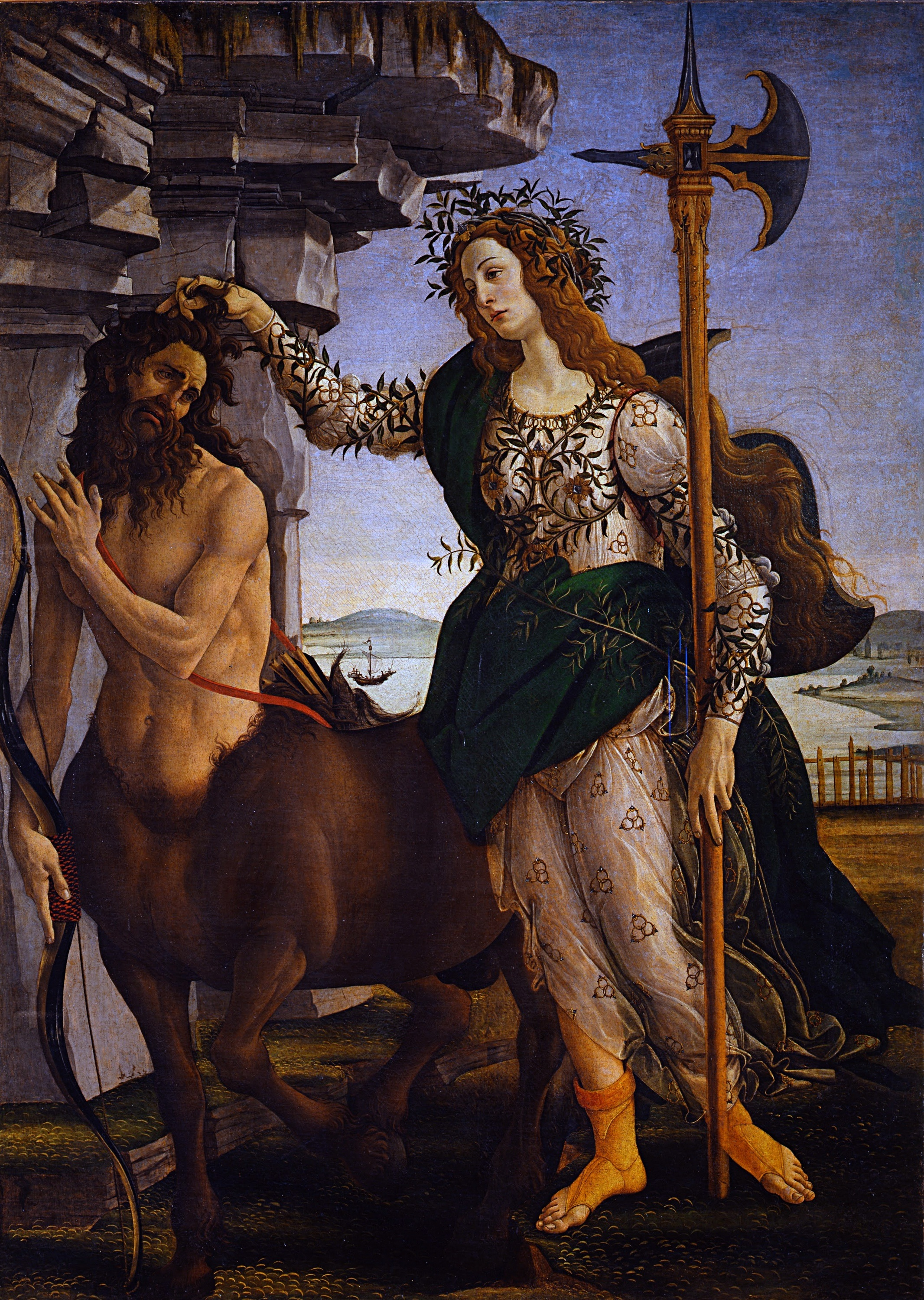
Un centauro, qui ritratto accanto ad Atena nel dipinto Pallade e il centauro di Botticelli, è un tipico esempio di "mostro" appartenente ad una specie immaginaria e mitologica

Un secondo parametro fa invece riferimento al modo naturale o artificiale con cui il mostro ha avuto origine. La maggior parte dei mostri risponde alla prima tipologia, ma esistono vari casi in cui è l'uomo, con le sue conoscenza, a dare vita a un nuovo essere. Ricordiamo, in particolare, la già citata Creatura di Frankenstein (frutto del delirio di onnipotenza dello scienziato), il Golem e l'homunculus (legati rispettivamente alla Cabala ebraica e all'alchimia), gli animali antropomorfi del dottor Moreau.
La sperimentazione, inoltre, può essere condotta dall'uomo anche su sé stesso, giungendo a risultati inquietanti come raccontato da Stevenson nel romanzo Lo strano caso del dottor Jekyll e del signor Hyde.
Un terzo possibile parametro è il modo stesso in cui il mostro viene percepito e recepito da chi ne parla o scrive. Normalmente, infatti, il mostro è avvertito come una presenza negativa, in quanto orribile alla vista e crudele nel comportamento. Non sempre, tuttavia, ciò corrisponde a verità; in vari casi, anzi, la deformità o - più in generale - la "straordinarietà" di tale essere è motivo di timore reverenziale, rispetto, compassione. Ad esso, infatti, si attribuiscono spesso poteri sovrannaturali, oppure in lui si riconosce qualcosa di umano verso cui provare empatia, solidarietà, fratellanza, in nome del "genere umano" nel senso più ampio del termine.

In tali casi, però, il concetto di mostro si sovrappone e stratifica con quello di freak, come avviene per Elephant Man, Edward mani di forbice e, per l'appunto, i fenomeni da baraccone di Freaks.

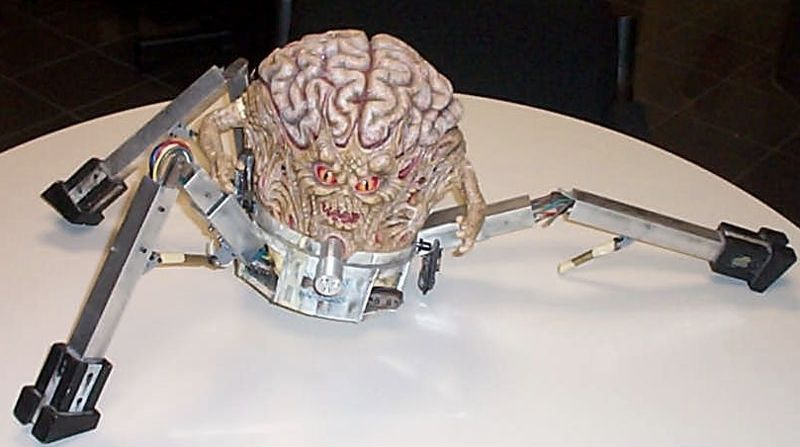
Lo Spider Mastermind, mostro fantastico visto nel videogioco Doom

- Per le varie interpretazioni del concetto di mostro, cfr. il paragrafo successivo.

## Percezione e ricezione del mostro
(Jorge Luis Borges, La casa di Asterione)
Il concetto o categoria mentale di "mostro" è strettamente legato alla sensibilità di un dato popolo o di una data epoca; risponde quindi a fattori culturali, ambientali, geografici, temporali. La prospettiva con cui si interpreta di volta in volta il significato (implicito o esplicito) del mostro, dipende inoltre dal modo in cui si intende indagare gli elementi caratteristici del mostro stesso. Il punto di vista religioso, ad esempio, nel mette in luce la connessione col sacro; quello biologico, al contrario, studia i fattori che determinano o influenzano il presentarsi di abnormità e deformità. Antropologia e psicologia, invece, pongono l'accento sul mostro come categoria, più o meno contrapposta a quella di essere umano o all'individuo. Infine, arti visive, satira e parodia si fanno spesso interpreti personali e originali di aspetti meno appariscenti di tali creature, anche forzandone l'immagine socialmente condivisa.
Per una trattazione più sistematica di tali singoli aspetti e prospettive, si vedano i paragrafi infra.

### Il mostro nella religione
In religione il mostro viene percepito diversamente secondo l'epoca di riferimento. Due sono quelle principali: la prima è quella antica, in cui la religione sfumava nella mitologia; la seconda è quella cristiana e post-cristiana.

#### Religioni antiche e mitologia

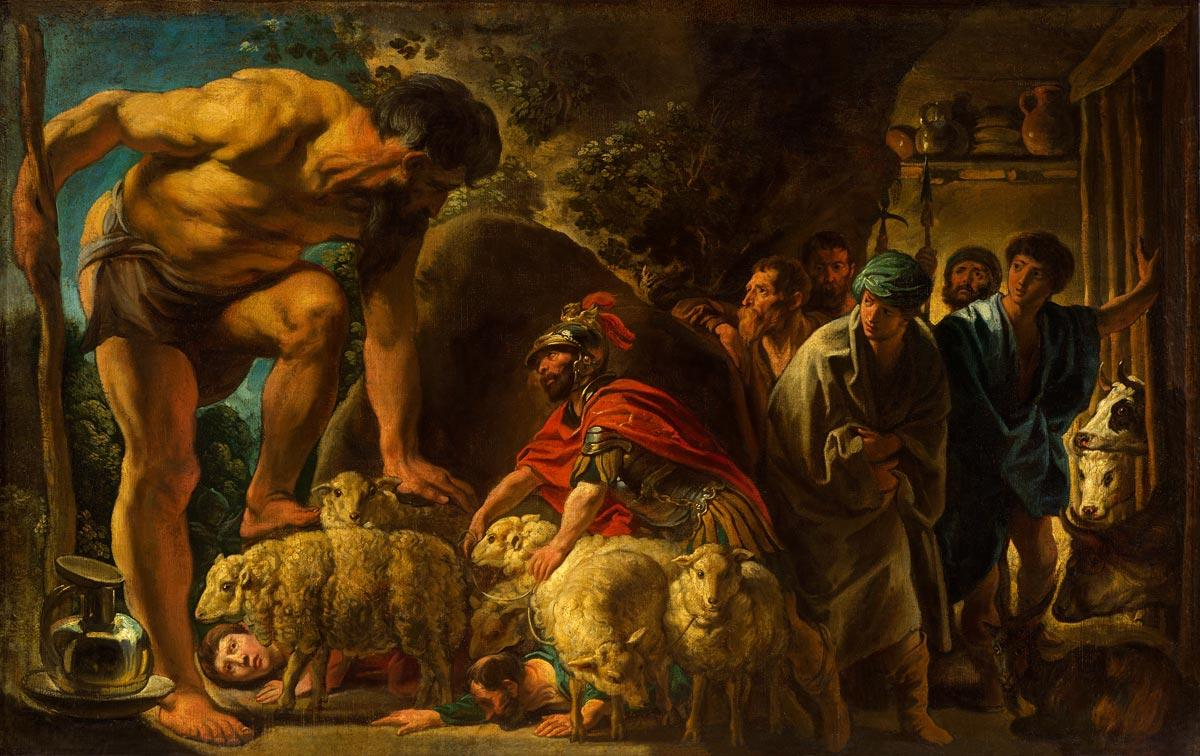
Il ciclope Polifemo con Ulisse e i suoi compagni in un dipinto del XVII secolo di Jacob Jordaens

Nelle religioni antiche, così come nella mitologia, il mostro è una creatura dai caratteri ambigui, associata tanto al Bene quanto al Male. In ogni caso, tuttavia, è vista come un essere sacro e, in quanto tale, inviolabile. Profanare il corpo di un mostro (anche con la sola vista) o ucciderlo richiede solitamente la purificazione, come nel caso del mito di Apollo e Pitone, o la morte del responsabile, senza distinzione tra umani e dei.
Oltre ai già citati centauri e satiri, presso gli antichi Greci possiamo annoverare, a titolo di esempio, creature straordinarie come la Chimera, l'Idra, Gerione, Cerbero, le Sirene, le Arpie, i Ciclopi, Scilla e Cariddi, Medusa, Argo.
Frequenti sono anche i mostri marini, come quello inviato da poseidone a favore degli Achei per divorare l'indovino troiano che diffidava del dono del cavallo di legno.

Particolarmente bizzarri sono gli esseri viventi descritti da Luciano di Samosata nelle Storie vere con intenti parodici verso il mito; tra questi ricordiamo i Nefelocetauri (centauri-nuvola), le Onoschelee (donne-asino) e gli Psettòpodi (dai-piedi-di-rombo).
In altre culture antiche, troviamo invece i mostri dei sepolcri egizi, gli dei antropomorfi e i faraoni stessi tornati in vita. Anche gli dei orientali talvolta vengono raffigurati con sembianze mostruose, si pensi alla dea Kālī con quattro braccia.

#### Dopo l'avvento del Cristianesimo (in Occidente)
In epoca cristiana abbiamo la comparsa del mostro percepito in chiave più negativa, come una creatura che, in generale, incarna il male.

La Grande Bestia, mostro sotto ogni punto di vista, viene rappresentata spesso con aspetto straordinario: corna e zoccoli, deformità anatomiche, denti aguzzi, attributi sessuali vergognosi e insieme seni femminili ad indicare la perversione (mentre, nelle religioni antiche, l'androgino è un archetipo più sfumato). Dante la dipinge come un demonio gigante, intrappolato per sempre nella sua ira, che riversa con veemenza su chi ha tradito Dio.

### Il mostro nelle scienze e pseudoscienze

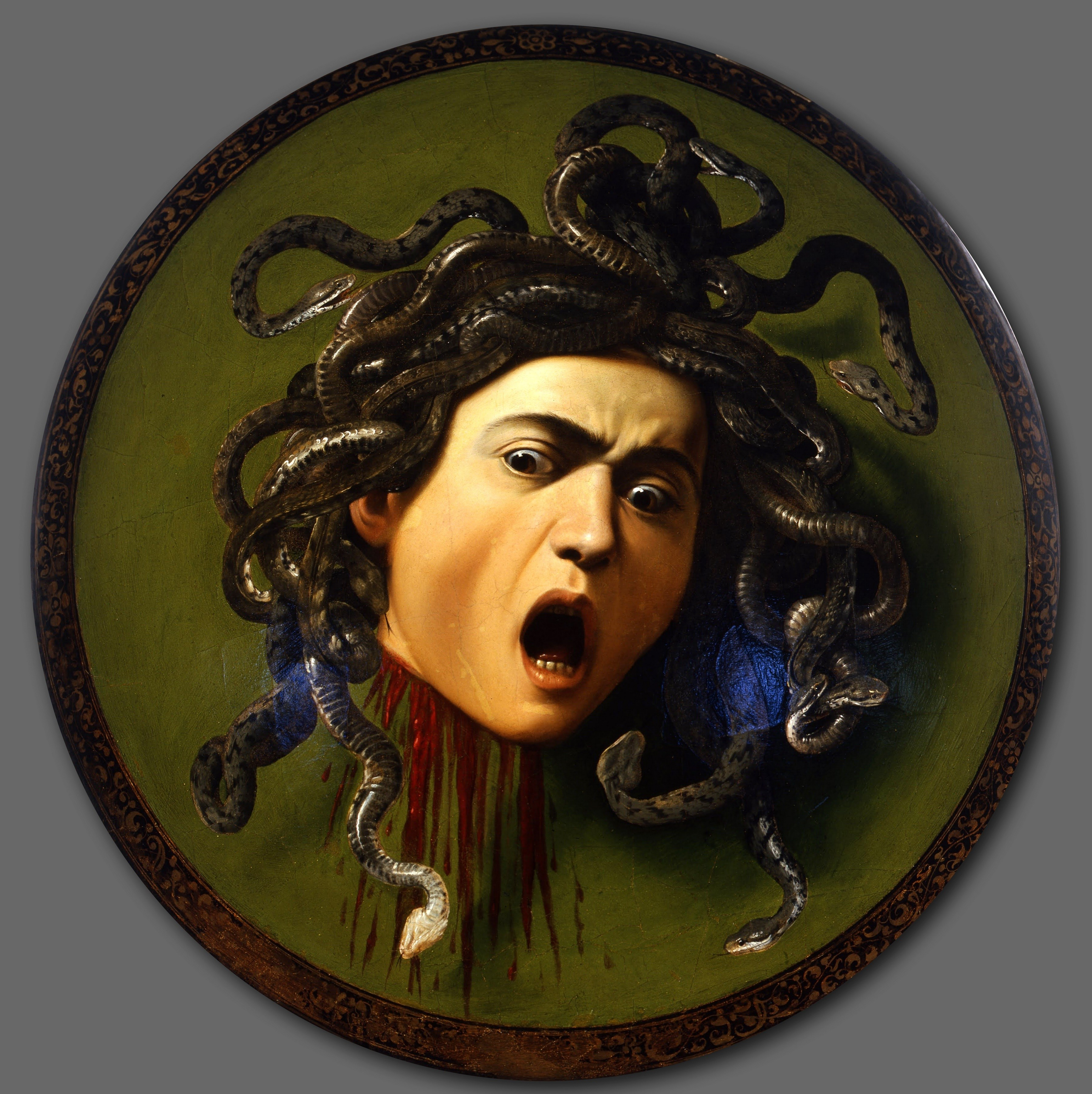
Testa di Medusa, mostro della mitologia greca dallo sguardo pietrificatore, con serpenti come capelli.

#### Antropologia
Dal punto di vista antropologico, la categoria di mostro definisce, per contrapposizione o rispecchiamento, quella di essere umano; investe cioè i confini, talora netti talora sfumati, fra umano e bestiale.

Presso i popoli primitivi, le due categorie non appaiono mai del tutto distinte, bensì sovrapposte o comunque abbastanza fluide. L'uomo, difatti, non si vede ancora come un vero e proprio unicum della natura, come altro rispetto al mondo animale. il mostro, su tali basi (religiose, sociali e psicologiche) diviene quindi un elemento di contatto, un ponte fra l'uomo stesso e ciò che lo circonda, spesso con caratterizzazioni magiche, sovrannaturali e propiziatorie.
Mano a mano che l'Homo sapiens acquista consapevolezza di una propria supposta "unicità" (riflessa soprattutto nei miti e negli studi storico-filosofici, come anche in quelli scientifici), la categoria di "mostro" tende sempre più a contrapporsi a quella di "essere umano". I confini si fanno più netti: alla mostruosità fisica si accompagna sovente quella morale. Un esempio significativo è dato dal determinismo genetico di pseudoscienze come la fisiognomica.
Fin dall'antichità, comunque, il tema dell'Homo sapiens tramutato in animale, di solito per una maledizione, è tipico – oltre che dei racconti mitologici – anche delle fiabe e del folklore in generale. Tra i casi più significativi vi sono La bella e la bestia, Melusina e il topos del principe trasformato in ranocchio. Una rivisitazione moderna, che capovolge tuttavia la prospettiva, è nel film d'animazione Shrek, dove l'elemento bestiale è a tutti gli effetti positivo quanto quello umano (vedi anche Il mostro nella parodia e nella satira).
L'età moderna, tuttavia, ha conosciuto e conosce tuttora numerose eccezioni a tale tendenza, ormai - tra l'altro - da considerarsi non più come "pensiero dominante" presso la comunità scientifica e, meno, la società. Arte, filosofia e cinema, oltre alle nuove conoscenze biologiche e genetiche, hanno contribuito a ridefinire le categorie "mostruosità/normalità" secondo criteri meno nitidi, e con varie zone d'ombra ancora da indagare. Tra gli intellettuali che, più di altri, hanno tentato di scardinare il confine fra umano e bestiale, si ricordano in particolare Mary Shelley, Tod Browning e Jean Cocteau.

#### Biologia

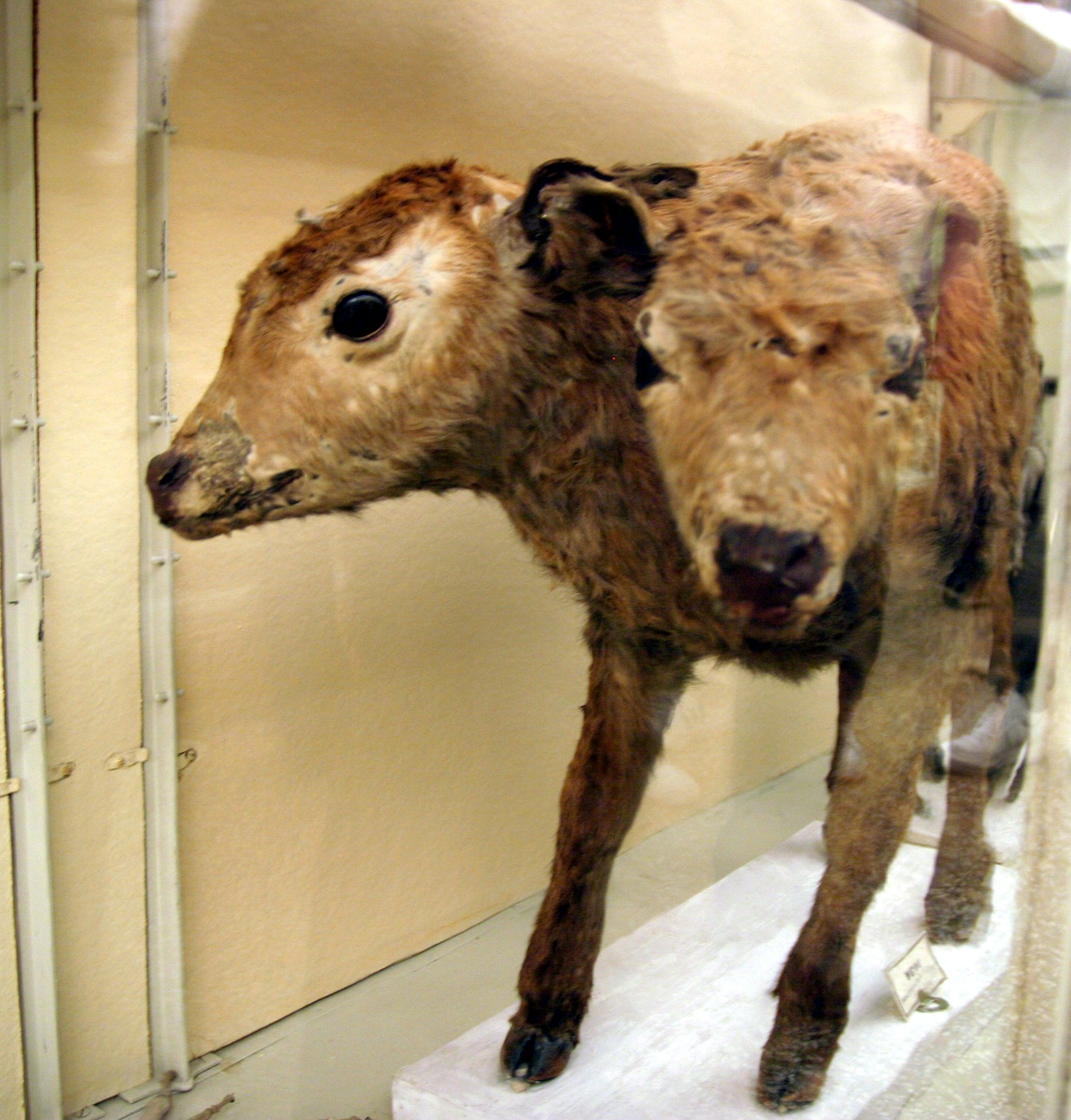
Cucciolo di mammifero con due teste imbalsamato nel museo di scienze naturali di Losanna

In biologia ed embriologia, è definito mostro un individuo che presenta una struttura profondamente diversa (per abnormità o deformità) rispetto a quella degli altri individui della sua stessa specie.
I mostri biologici sono noti fin dall'antichità, epoca in cui si pensava che fossero il risultato di accoppiamenti innaturali accompagnati o meno da una punizione divina (quello del minotauro è, in questo senso, un mito esemplare dal punto di vista etico dell'uomo dell'antica Grecia).
Plinio il Vecchio, nella sua Naturalis Historia descrive spesso ciò che di "mostruoso ed eccezionale" la natura offriva ai suoi occhi di storico e naturalista: ciclopi, Androgini "che hanno l'uno e l'altro sesso, e usano insieme come torna lor bene", "huomini co' piedi volti al contrario, avendo otto dita in ciascun piede, e in molti monti sono huomini con capi di cane", assieme anche ad anfisbene, draghi, lupi cervieri, gatti mammoni, la sfinge e il basilisco. Molti di questi cosiddetti mostri si riveleranno inesistenti. Plinio stesso ha sempre raccontato di questi esseri fantastici poiché credeva nella loro realtà, e ne narrava per divulgare e informare (quando non era sicuro dell'esistenza di qualcosa, inseriva un dicitur).
L'opera di Plinio è fondamentale poiché su di essa si baseranno tutti gli studi dei naturalisti dei secoli successivi, e soprattutto nel Cinquecento.
Nei primi secoli d.C., il mostruoso venne trattato anche da Claudio Eliano, nel De natura animalium, da Oppiano di Apamea nel Cynegetica, Solino nel De mirabilis mundi.
Nell'ambiente alessandrino venne redatto in greco le Cyranidi, uno dei testi ripresi dai naturalisti rinascimentali: è un'opera a carattere ermetico, magico e medico, dove vengono menzionati e descritti serpenti e draghi.
Sono soprattutto questi esseri mitologici a venire delineati meglio nel corso del Medioevo, come creature mostruose e simboli del male. Isidoro di Siviglia se ne occupa nel libro XII dell'Etymologiarum, dal titolo De animalibus. Ricorda il basilisco "rex serpentium", l'anfisbena "quod duo capita habeat, unum in loco suo, alterum in cauda".
Nel 1642, Ulisse Aldrovandi affrontò la questione con lo spirito del naturalista, nel classico Monstrorum historia cum Paralipomenis historiae omnium animalium.
Oggi il mondo scientifico è invece concorde nel ritenere che tali mostri derivino da turbe dello sviluppo embrionale, causate da fattori genetici e/o ambientali. Tra le deformità più note, vi sono quelle dei siamesi e dei focomelici.
La branca che si occupa dei mostri embrionali prende il nome di teratologia o teratogenesi, dal greco τέρας (tèras; "prodigio", "portento", "essere mostruoso"). Lo studioso Geoffroy Saint-Hilaire ha anche elaborato una loro classificazione, accettata da gran parte della comunità scientifica.

#### Psicologia

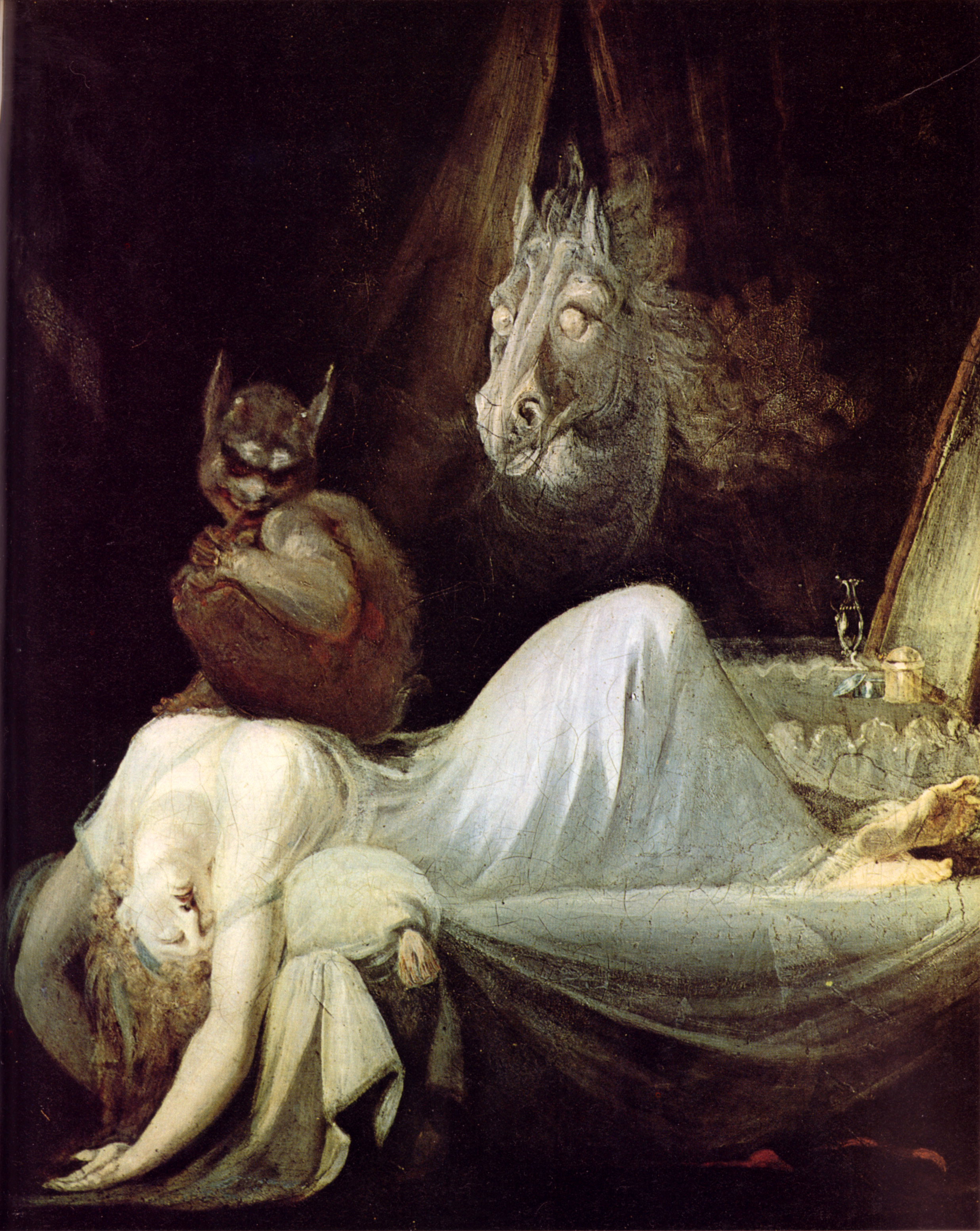
Rappresentazione simbolica dell'incubo, nel duplice aspetto di sogno terrificante e di demone, in un celebre quadro di Füssli

Letto in chiave psicologica, il mostro diviene lo specchio in cui il soggetto si guarda. Secondo i differenti canoni estetici, princìpi, valori e via dicendo, la mostruosità dell'essere sarà l'immagine riflessa di ciò che il soggetto teme (a più livelli) in sé stesso, negli altri, in una data situazione. Di solito, tale legame assume una qualche consapevolezza, seppure inconscia, nel sogno e specialmente nell'incubo.
La dimensione onirica, dal suo canto, tende a operare delle trasformazioni su come il sognatore percepisce la realtà, comprese persone, oggetti, ambienti ed episodi a lui ben noti e familiari. Per il fenomeno della traslazione, il soggetto, ad esempio, trasferisce (trasla) nel mostro le proprie paure verso un evento poco rassicurante, una conoscenza ambigua, ecc.
Non sempre, tuttavia, il processo messo in atto dall'attività onirica o durante la veglia ha connotazioni negative. Se il soggetto ha un buon rapporto con sé stesso e, di conseguenza, con il mondo esterno, la sua rappresentazione del mostro sarà in realtà uno specchiarsi per vedere in esso la propria identità nascosta. Si tratta, in questo caso, della ricognizione, con la quale l'individuo riconosce sé stesso nell'altro, senza avvertire una cesura netta fra mondo interiore e mondo esteriore. La proiezione, al contrario, proietta nel mostro (cioè l'altro), tutto ciò che il soggetto non accetta in sé stesso, frapponendo una soluzione di continuità fra l'Io e il mondo: il primo viene vissuto come un baluardo, dimora del giusto e del bello, assediato dal secondo, ricettacolo dell'ingiusto e del brutto.
Visto in questa chiave, il mostro è quindi un indice o una cartina al tornasole di come viene interpretata l'alterità.
Spesso i soggetti più propensi a operare una ricognizione piuttosto che una proiezione sono quelli in età adolescenziale, che tendono a simpatizzare con la condizione di reietto, goffo e incompreso del mostro. Gli adulti, invece, s'identificano generalmente con creature il più possibile ordinarie ed armoniche, viste, in quanto tali, come portatrici di ordine fisico e morale.
Un caso significativo che mette in luce tale inclinazione, è dato dal racconto fantascientifico Sentinella di Fredric Brown, nel quale il lettore è portato a solidarizzare totalmente col protagonista, dando per scontato che si tratti di un umano in guerra con orribili alieni su un altro pianeta; salvo scoprire, nel finale, che il protagonista è l'alieno, mentre i nemici che combatte sono mostri “con solo due braccia e due gambe, quella pelle d'un bianco nauseante, e senza squame”. L'empatia fra il soggetto (che ritiene sé stesso la norma) ed il mostro si fonda, dunque, su un equivoco che, una volta risolto, spiazza le convinzioni e proiezioni iniziali del soggetto.
Un caso particolare di percezione psicologica del mostro (nello specifico dell'ibrido) è nella sensibilità di Eugenio Montale. Nel racconto Reliquie (da Farfalla di Dinard), l'okapi è descritto come "un esemplare unico al mondo" perché "mezzo asino, mezzo zebra, mezzo gazzella, mezzo angelo". Una sorta, dunque, di animale custode - oltre che senhal di Clizia - del quale lo scrittore, tuttavia, mette a nudo tutta la fragilità. Come lui, l'okapi "trema di terrore se vede gli uomini: è troppo delicato per stare tra belve come noi".

#### Zoologia e criptozoologia
Alcune specie viventi, soprattutto animali, sono state ritenute a lungo dei mostri per via delle loro caratteristiche, interpretate di volta in volta come ibride o deformi. Tra queste spiccano l'ornitorinco e l'okapi.
Il primo, secondo un mito aborigeno, sarebbe il frutto di uno stupro subito da un'anatra da parte d'un topo d'acqua. L'episodio mette in luce due aspetti:
- la nascita del primo ornitorinco è percepita come innaturale (l'incrocio di due specie);
- il concepimento stesso è dovuto a un atto violento, circostanza che rimanda a interventi divini legati a ira, vendetta e ingiustizia.

Il secondo è invece "definibile solo per approssimazione, quasi via negationis". Esso, infatti, come prova a descriverlo Montale in Reliquie (da Farfalla di Dinard), è "mezzo asino, mezzo zebra, mezzo gazzella, mezzo angelo".

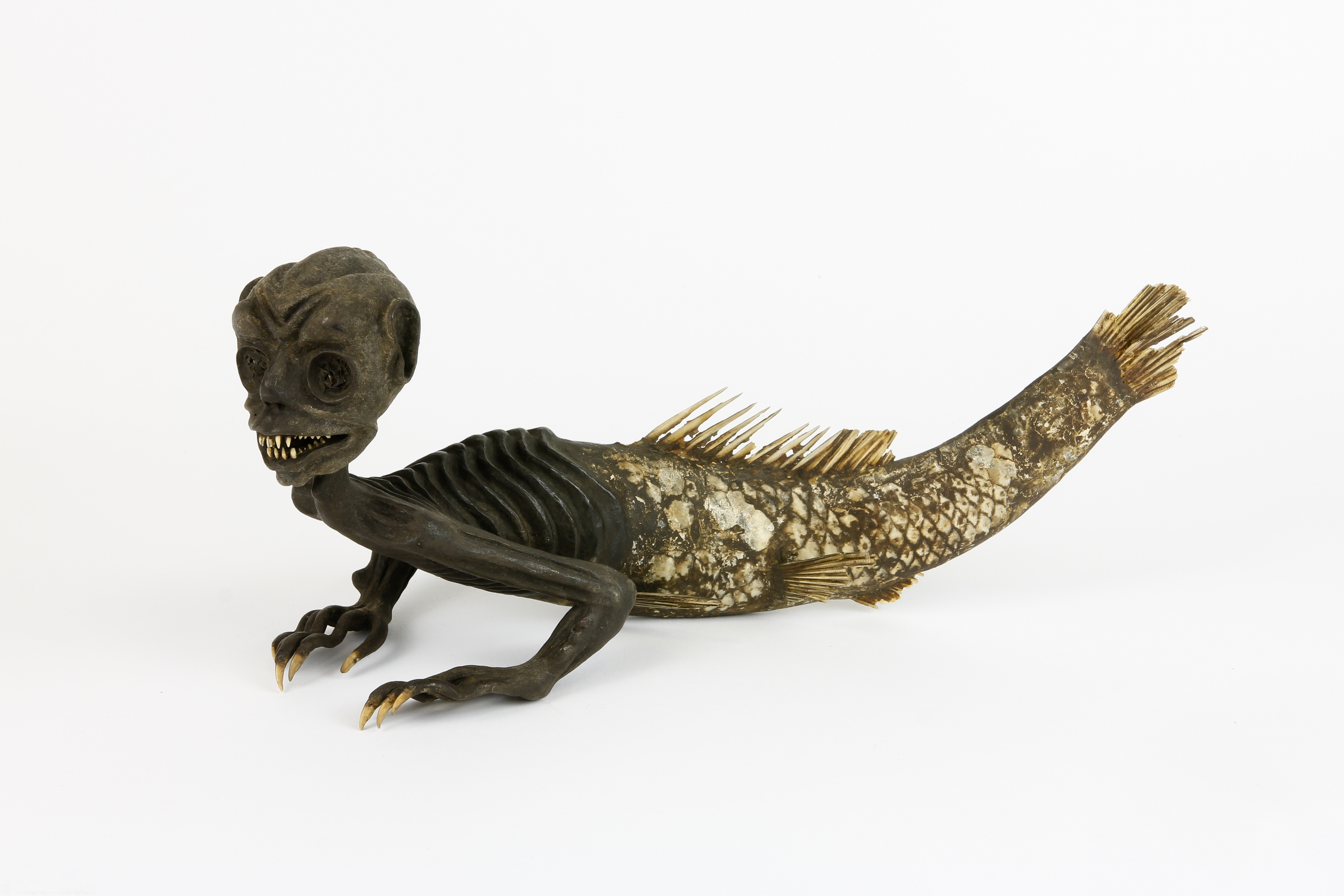
La Sirena di Modena, esemplare di ibrido artificiale del tipo "sirena delle Figi", Museo civico di Modena

Tuttavia, in seguito alle nuove scoperte (a partire dalla classificazione scientifica di Linneo), la zoologia ha interpretato diversamente tali esemplari assieme a molti altri, rinunciando all'utilizzo in tal senso del concetto di mostro. Quest'ultimo, difatti, è passato ad indicare, più propriamente in ambito biologico, gli individui che si discostano in modo accentuato rispetto alla norma della propria stessa specie.
Ancora oggi, però, alcuni fautori della pseudoscientifica criptozoologia, si avvalgono del termine mostro con intenti sensazionalistici. Così possono proporre come veritiere ricostruzioni di specie ibride inesistenti in natura, il cui corpo (imbalsamato tramite la tassidermia) o scheletro è in realtà un collage ottenuto con parti di vari animali. Ne sono un esempio la "trota impellicciata", il "jackalope", o la "sirena delle Fiji", oltre al "gallo dal becco di giglio" (Gryseonycta rostriflora) proposto scherzosamente dal futurologo Douglas Dixon.

Il caso più celebre è però, probabilmente, il cucciolo di drago conservato in formaldeide, ritrovato nel gennaio del 2004 dal londinese David Hart tra varie cianfrusaglie nella sua casa: ormai un accertato falso.
- Vedi anche il paragrafo #Biologia.

### Il mostro nelle arti

#### Arti visive
In linea generale, l'arte si fa interprete visiva dei presupposti religiosi, sociali e psicologici da cui prende forma l'immagine stessa del mostro rappresentato di volta in volta. L'iconografia, quindi, rispecchia o perlomeno risente di una visione esterna che non le è propria, componendo in un'unica opera elementi spesso variegati, sfaccettati e trasversali, tipici della cultura di riferimento.
L'arte tuttavia, in particolare pittura e scultura, interpreta anche un ulteriore parametro, quello estetico, difficilmente attribuibile o riducibile a un discorso religioso, sociale e psicologico. La differente sensibilità con cui i popoli, in epoche diverse, hanno percepito le sembianze dei mostri testimonia, infatti, un approccio altrettanto distinto a categorie come "bello/brutto", "giusto/sbagliato", "bene/male", "armonia/disarmonia" (dove il discorso estetico sconfina dunque in una valenza etica).
Figure mostruose venivano dipinte nei graffiti già dai popoli primitivi, spesso in connessione con il sacro. Si tratta di espressioni figurative molto diffuse, destinate a suscitare stupore e orrore, forse – come ritengono alcuni studiosi – con un senso di compiacimento.
In India e nel Vicino Oriente, la mostruosità è un elemento che quasi mai si accompagna in modo netto e puro ad un'espressione del male. Le forme fantastiche presentano una varietà tale, quanto a deformità e abnormità, da essere piuttosto indice della fantasia dell'autore (e del contesto culturale in cui agisce) e di una simbologia assai complessa. Divinità senza testa e quadrupedi privi delle zampe anteriori, come nei bronzi del Lūristān, sono esempi estremi di un approccio molto libero nei confronti della natura nel suo aspetto terrifico ma non necessariamente inquietante. Il "mostruoso", anzi, è letto come una forma d'arte originale e raffinata. Frequenti inoltre, nel vicino Oriente, sono le raffigurazioni di tori alati, grifoni e draghi.
Meno "straordinari" mostri dell'antico Egitto, nella cui religione sono frequenti divinità con corpo umano e testa animale (di ibis, di vacca, di leonessa, di falco, etc.) o viceversa, come la Sfinge che ha testa di donna e corpo di leonessa.
In contrasto con quella asiatica ed egizia è invece la sensibilità dell'Europa occidentale, che molto deve alla contrapposizione piuttosto accentuata fra "armonia" e "disarmonia", tipica della mentalità della Grecia classica. Ad Atene e nelle altre póleis, infatti, le concezioni estetiche non permisero una rappresentazione del terrificante paragonabile a quelle orientali. Pittori e scultori, anzi, tentarono spesso di rendere armoniose le proporzioni dei mostri, anche quando questi (come i centauri e le sirene) erano il risultato ibrido di parti anatomiche provenienti da esseri viventi fra loro non congruenti (uomo/cavallo, uomo/pesce, uomo/uccello). In generale, inoltre, la mostruosità fisica tende ad accompagnarsi ad una mostruosità morale, secondo il principio opposto al kalós kaí agathós. Il mostro, come nell'arte simbolica e allegorica medievale, incarna quindi una potenza malefica. Con la differenza che, a partire dal Medioevo, la rappresentazione acquista una maggiore valenza ornamentale (ad es. i doccioni) accanto a quella di monito, anche satirico, contro le tentazioni del Diavolo e la violenza in generale.
La sensibilità verso ibridi e affini diviene più sfaccettata tra Ottocento e Novecento. Un caso particolare è rappresentato dall'opera di René Magritte, in cui il mostro diviene simbolo di mistero, bellezza ancestrale e incomprensione dell'uomo verso se stesso e la natura.
- Vedi anche le voci: Incubo e Il mostro nella satira e nella parodia.

### Satira e parodia

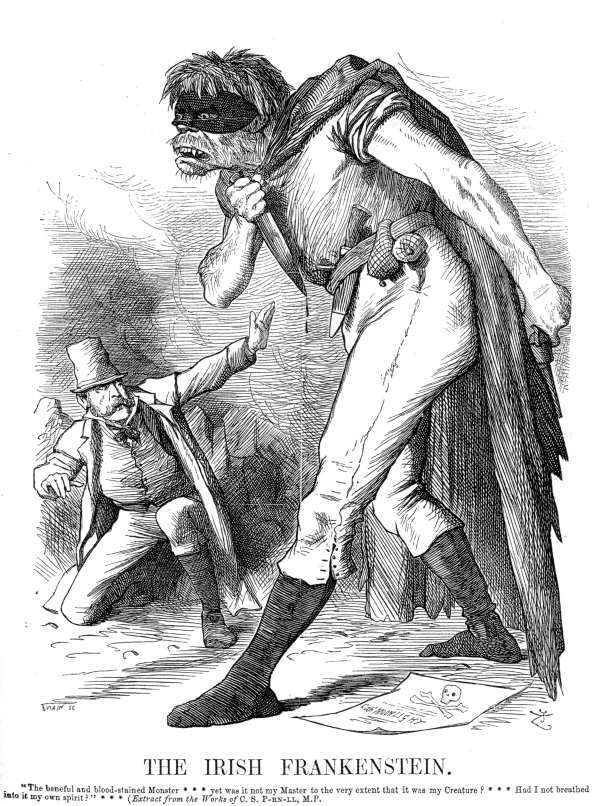
The Irish Frankenstein, illustrazione di propaganda anti-irlandese pubblicata sulla rivista Punch nel maggio del 1882

Il mostro compare in opere satiriche e parodistiche, nelle quali la sua diversità rispetto a ciò che è normale (ovvero nella norma) evidenzia, esasperandoli, gli aspetti grotteschi della realtà spesso, ma non sempre, con un chiaro intento di denuncia. Si ricordano, tra i vari esempi, le caricature ottocentesche di J.J. Grandville e Ubu re di Alfred Jarry.
Un intento non propriamente satiresco, ma indice comunque del j'accuse ai costumi, è nel racconto Come l'Uomo Ragno di Stefano Fantelli. Qui, una bambina dotata di una fervida immaginazione, vede gli adulti acquistare sembianze mostruose legate ai loro vizi, spesso di carattere ibrido e antropomorfo.

## Esempi
Nella mitologia egizia 
- Apopi
- Ammut
- Mummia
- Seth

 Nella mitologia greca 
- Argo Panoptes
- Arpie
- Anfesibena
- Cavalle di Diomede
- Cerbero
- Ceto
- Ciclope
- Cinghiale di Erimanto
- Chimera
- Forco
- Gorgoni
- Gerione
- Idra di Lerna
- Leone nemeo
- Medusa
- Minotauro
- Ortro
- Polifemo
- Pitone
- Scilla e Cariddi
- Tifone
- Uccelli del lago Stinfalo
- Ladone
- Lestrigoni
- Echidna
- Ecatonchiri

 Nella mitologia norrena 
- Troll
- Fenrir
- Kraken
- Orchi
- Jǫtunn
- Garm

 Nella mitologia giapponese 
- Kappa (mitologia)
- Kitsune
- Oni
- Tengu
- Tsuchinoko
- Isonade
- Yamata no Orochi

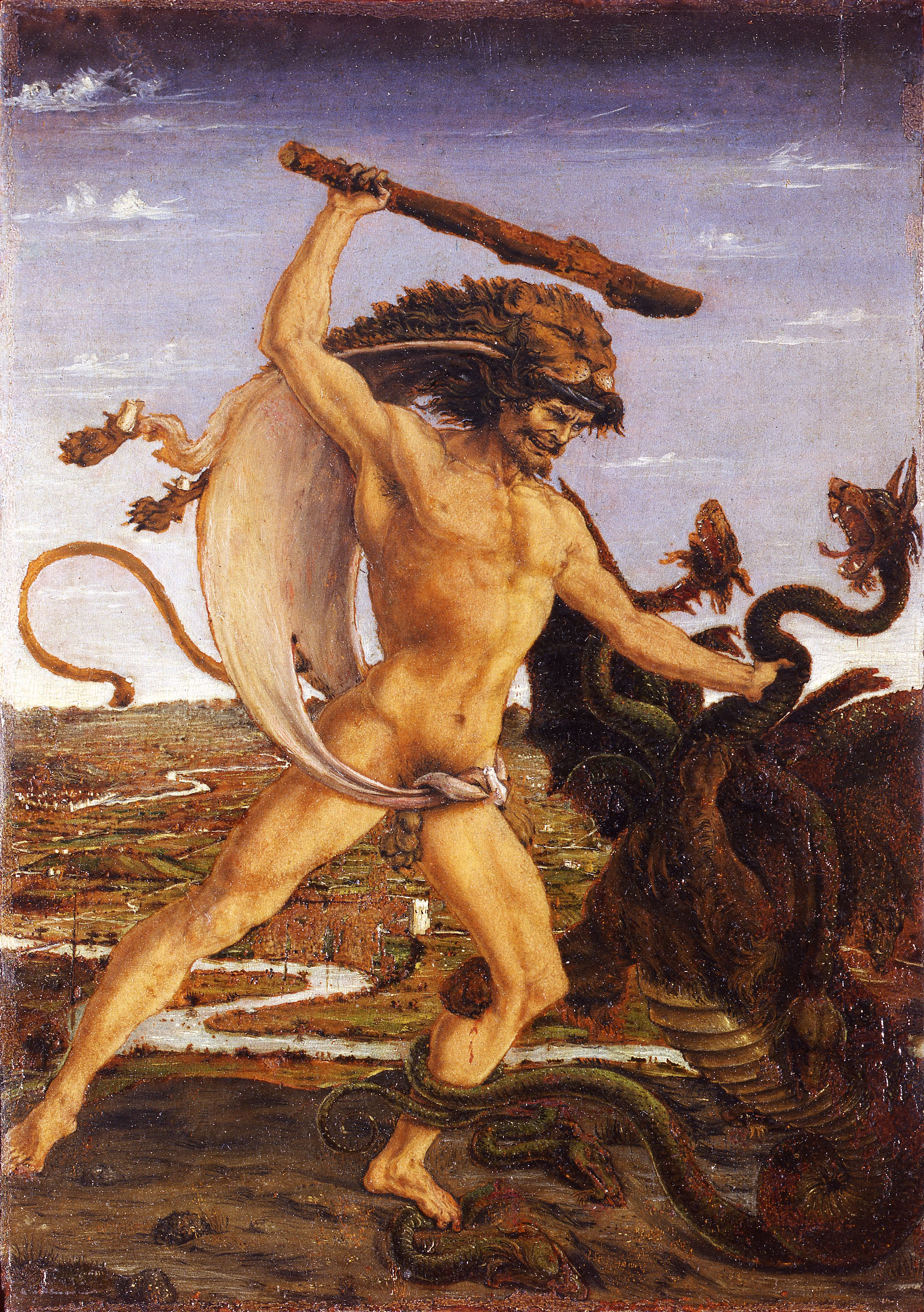
Ercole e l'idra (dipinto di Antonio Pollaiolo)

 Nella mitologia aborigena australiana 
- Bunyip
- Yowie

 Nella Bibbia 
- Behemoth
- Il Leviatano
- Bestia del mare
- Locuste dell'Abisso
- Satana

 Nel folklore e nelle fiabe 
- Baba Jaga
- Kelpie
- Mandragola
- Golem
- Jack il saltatore
- La bestia de La bella e la bestia
- Gatto Mammone

- Diavoli

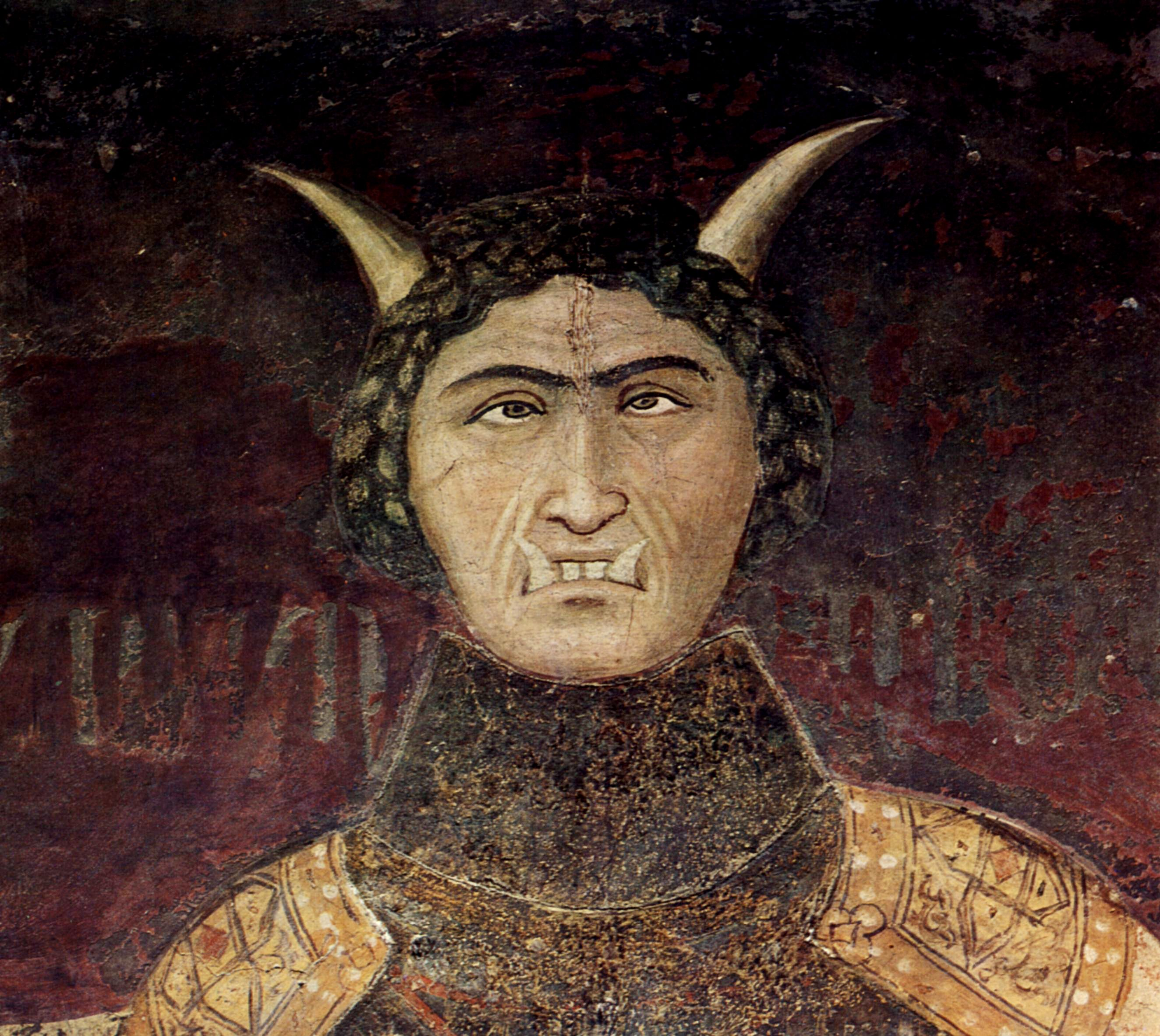
Un tiranno con sembianze demoniache in un particolare del ciclo di affreschi sugli Effetti del cattivo governo di Ambrogio Lorenzetti

I diavoli, nella religione cristiana, ebraica e Islamica (che li considerano angeli decaduti), sono spesso raffigurati come esseri deformi e mostruosi, ibridi fra umani e bestie, con una connotazione sempre negativa. Fra le caratteristiche a loro solitamente attribuite vi sono la coda, delle ali di pipistrello e le corna, come nell'Inferno dantesco e nel Paradiso perduto di Milton. Sono inoltre creature legate al fuoco e agli Inferi (e quindi "ctonie").
Frequente, specie nel Medioevo, è la rappresentazione di comuni mortali (re, giudici, etc.) sotto forma di demoni, per sottolinearne la natura abietta e crudele nascosta da sembianze umane.
Una trattazione sistematica delle gerarchie infernali è nella Pseudomonarchia Daemonum (del 1577, in appendice al grimorio De prestigiis daemonum di Johann Weyer) e nel saggio-manuale Le livre rouge di Dourcet-Valmore.
- Per il demone avente connotazioni positive vedi le voci: Jinn e Il Δαίμον socratico

- Draghi

I draghi sono creature mitico-leggendarie, apparentate ai rettili ma interpretate in modo molto diverso dai vari popoli. Presenza benefica nella mitologia cinese, in cui presenta un aspetto composito di varie parti di animali (II tipo), è invece un essere demoniaco nel folklore europeo, dove acquista le ali e la capacità di sputare fuoco, oltre che di volare (III tipo).
- Folletti

I folletti, detti anche piccolo popolo e spiritelli, sono minuscole creature del folclore, specie del nord Europa. Spesso dispettosi ma non malvagi, non presentano sembianze mostruose nel senso di "orribili"; semplicemente la loro altezza li ascrive al I tipo secondo la classificazione dei mostri normalmente accettata come goblin e krampus.
- Gnomi

Gli gnomi, spesso confusi con i folletti, sono nel folclore europeo delle creature fatate simili a uomini minuscoli. Descritti per la prima volta da Paracelso, sono spesso raffigurati come baffuti e barbuti, oltre che dotati di caratteristici cappelli a cono, spesso di colore rosso.

Pur non avendo un aspetto spaventoso, sono ugualmente da considerarsi dei "mostri" per via delle dimensioni: l'altezza abnorme, infatti, li classifica come mostri del I tipo.
- Lupi mannari

I lupi mannari, detti anche licantropi o uomini-lupo, sono creature della mitologia e del folclore, divenute tipiche anche della letteratura e del cinema horror.

Si tratta di normali esseri umani, la cui trasformazione in lupi dipende dal ciclo lunare e, in particolare, dal plenilunio. Spesso la condizione del licantropo è interpretata come una punizione divina e una sorta di malattia trasmissibile ad altri individui attraverso il morso (e dunque il sangue).

Descritti per la prima volta nel mito greco di Licaone, compaiono in numerosi racconti folclorici medievali e moderni, dove è attestata la notizia secondo la quale possono essere uccisi solo con pallottole d'argento.
- Mutaforma

I mutaforma sono esseri che hanno la capacità di mutare il proprio corpo in quello che vogliono tranne che in esseri umani se già lo sono. Possono però liberamente trasformarsi a piacere in qualsiasi cosa loro vogliano (ad esempio animali, alieni, oggetti)
Esistono vari tipi di mutaforma: completi, semicompleti e normali: completi sono quelli che riescono a mutare ogni parte del corpo
semicompleti invece riescono a mutare tutto il corpo con difficoltà normali si trasformano gli arti. I mutaforma possono essere umanoidi e sovrannaturali
- Orchi

Gli orchi (ogres in inglese), nel folclore e nelle fiabe dei paesi europei, specialmente in Italia e in Francia, sono mostri antropomorfi giganteschi, crudeli e divoratori di carne umana. Hanno una barba folta e irsuta ed un ventre prominente.
L'orco del folclore è correlato a quello della mitologia norrena (orc in inglese), da cui non sempre è chiaramente distinguibile.
- Vedi anche le voci: Orchi della Terra di Mezzo, Orco (fantasy), Orco (mitologia norrena) e Orco (mitologia romana)

- Streghe

Con il termini strega s'intende tradizionalmente una persona che esercita la stregoneria e si ritiene dotata di poteri occulti, attribuiti in genere a rapporti con il Diavolo (III tipo).
Secondo i casi, la strega è raffigurata come "straordinariamente bella" o "straordinariamente brutta". Nella fiaba Biancaneve e i sette nani, ad esempio, Grimilde è all'inizio la donna "più bella del reame", poi divenuta seconda alla figliastra e infine resa per sempre deforme da un suo stesso filtro (dettaglio che implica la morale della punizione divina).
Anche il carattere della strega è soggetto a interpretazioni e percezioni diverse, che vanno da un'efferata crudeltà a una disinteressata generosità (con varie sfumature intermedie). In varie fiabe, ad esempio, è questa creatura ad aiutare l'eroe regalandogli un oggetto magico o rivelandogli un segreto utile, spesso dopo avergli fatto superare delle prove.
- Vampiri

I vampiri sono morti che tornano dalla tomba per succhiare ai vivi l'essenza vitale, spesso rappresentata dal sangue. Sono attestati in tutti i continenti, con nomi e modus operandi assai diversi. Ciò che li accomuna è la compresenza in loro di due caratteristiche opposte, la vita e la morte, che li rendono creature ibride e mostruose. Nell'immaginazione popolare, inoltre, possiedono doti sovrannaturali: la capacità di trasformarsi in pipistrello, l'immortalità (nonostante siano tecnicamente morti e privi di ogni attività vitale corporea), l'assenza del loro riflesso negli specchi, l'autonomia della loro ombra. Il Vampiro, nel folklore, può essere ucciso o con un paletto di legno (solitamente di frassino) impiantato nel cuore oppure esponendolo alla luce del sole: infatti i Vampiri la temono, come anche le chiese.
- Zombie

Sono esseri cadaverici presentanti evidenti segni di decomposizione e di degrado, si cibano prevalentemente di umani mangiandone l'intero corpo o semplicemente divorandone il cervello. Sono spesso legati a fenomeni di mutazioni genetiche o da evocazioni spirituali, essendo morti viventi non hanno né meta né scopo e vivono soltanto per mangiare.
 Nei bestiari medievali 
- Agrippiani
- Basilisco
- Coccatrice
- Glatisant la Bestia

 Nella letteratura, al cinema e nella televisione 
- Freddy Krueger
- Dracula
- Il mostro di Frankenstein
- Jabberwocky
- Alieni
- Mutanti
- King Kong
- Godzilla
- Dr. Jekyll alias Mr. Hyde
- La mosca
- Gossamer
- I mostri di Monster Allergy
- Mike e Sulley, i protagonisti di Monsters & Co. e Monsters University.
- L'Appresto, dal film Winnie the Pooh - Nuove avventure nel Bosco dei 100 Acri
- Chernabog
- Mulgharat
- Mostro della laguna nera
- Uomo lupo
- Kharis
- Re dalle lunghe corna
- Abominio
- Venom
- Carnage
- Lizard
- John Jameson
- Davy Jones
- Pennywise
- Imhotep
- Mork
- Indominus rex
- MUTO

 Nei manga, negli anime e nei videogiochi 
- Digimon
- Pokémon
- Mostri della Nightmare Enterprises in Kirby
- Mostri di Yu-Gi-Oh!
- Mostri di Miitopia
- Monster Hunter
- Monster Musume
- Monster Rancher
- Bem il mostro umano

 Altri 
- Mostro di Loch Ness
- Mostro di Fouke
- Mostro di Montauk
- Mostro di Mogollon
- Mostro di Crawfordsville
- Bestia del Gévaudan
- Bestia di Busco
- Bisso Galeto
- Serpente marino
- Bigfoot
- Yeti
- Champ
- Ogopogo
- Albero mangia-uomini
- Chupacabra
- Isnashi
- Tarasca
- Diavolo del Jersey
- Grendel
- Wendigo
- Uomo falena
- Slenderman
- Siren Head
- Verme di Lambton